# Heathkit / Zenith ET-3400
Heathkit / Zenith ET-3400 (ET-3400) је кућни рачунар фирме Heathkit / Zenith који је почео да се производи у Сједињеним Америчким Државама током 1976. године.
Користио је Motorola 6800 затим 6808 (1981) и 6802 (1987) микропроцесорску јединицу а RAM меморија рачунара је имала капацитет од 256 бајтова прошириво до 1 KB. 

## Детаљни подаци
Детаљнији подаци о рачунару ET-3400 су дати у табели испод.
|                       |                                                             |
| [ 1 ]                 |                                                             |
| Произвођач            |                                                             |
| Тип                   | кућни рачунар                                               |
| Меморија              | 256 бајтова прошириво до 1 KB                               |
| Поријекло             | Сједињене Америчке Државе                                   |
| Година                | 1976                                                        |
| Тастатура             | 17 тастера хексадецимални пад                               |
| Процесор              | 6800 затим 6808 (1981) и 6802 (1987)                        |
| Фреквенција процесора | 1                                                           |
| RAM                   | 256 бајтова прошириво до 1 KB                               |
| ROM                   | 1 KB                                                        |
| Текст                 | 6 x 7-сегментни LED                                         |
| Графика               |                                                             |
| Боја                  |                                                             |
| Звук                  | General Instruments AY-3-8910 програмибилни генератор звука |
| Димензије             | 30,5 (ширина) x 30,5 (дубина) x 10,15 (висина) / 2 Kg       |
| Портови               |                                                             |
| Оперативни систем     |                                                             |